# Дневник моего ума
Дневник моего ума (фр. Journal de ma tête) — швейцарский драматический фильм 2018 года, поставленный режиссёром Урсулой Майер на основе реальных событий, которые произошли в феврале 2009 года. Главные роли исполнили Фанни Ардан и Кейси Мотте-Кляйн. Международная премьера фильма состоялась 20 февраля 2018 года в программе «Панорама» на 68-м Берлинском международном кинофестивале 2018 года.

## Сюжет
Перед тем как он хладнокровно застреливает своих родителей, 18-летний студент Бенжамен Феллер подробно записывает свои планы в дневник. Он отправляет его по почте своей преподавательнице, а затем совершает убийство и сдается полиции. Эстер Фонтанель пытается разобраться, что случилось с её учеником и что привело к трагедии.